# Libečov
Libečov je vesnice, část obce Chyňava v okrese Beroun ve Středočeském kraji. Nachází se asi 2,2 kilometru východně od Chyňavy. Prochází zde silnice II/118, jižně leží kopec Hůrka (461 m).

## Historie
První písemná zmínka o vesnici pochází z roku 1227.

## Obyvatelstvo
| Rok            | 1869 | 1880 | 1890 | 1900 | 1910 | 1921 | 1930 | 1950 | 1961 | 1970 | 1980 | 1991 | 2001 | 2011 | 2021 |
| -------------- | ---- | ---- | ---- | ---- | ---- | ---- | ---- | ---- | ---- | ---- | ---- | ---- | ---- | ---- | ---- |
| Počet obyvatel | 235  | 216  | 228  | 239  | 234  | 209  | 193  | 149  | 172  | 147  | 144  | 139  | 134  | 144  | 130  |
| Počet domů     | 29   | 37   | 37   | 39   | 39   | 43   | 46   | 59   | 45   | 40   | 38   | 52   | 54   | 58   | 60   |

## Obecní správa
Při sčítání lidu v letech 1850–1899 byl Libečov osadou obce Ptice v okrese Smíchov. V letech 1900–1980 byl samostatnou obcí, nejprve v okrese Kladno, od roku 1950 v okrese Beroun. Od 1. ledna 1980 je částí obce Chyňava v okrese Beroun.

## Významní rodáci
Generálmajor Karel Náprstek- Československý pilot V RAF, zúčastnil se Bitvy o Británii